# Afraid to Feel
«Afraid to Feel» (с англ. — «Бояться чувствовать») — сольный сингл британского дуэта LF System, вышедший 2 мая 2022 года. В песне заметны сэмплы песни американской фанк-группы Silk 1979 года «I Can’t Stop (Turning You On)», а вокал Дебры Генри (Debra Henry вокалистка из гастрольной группы Патти Лабель) замедляется и ускоряется на протяжении всего сингла. LF System это дуэт продюсеров Conor Larkman и Sean Finnigan.
Сингл постепенно набирал популярность и в июле 2022 года достиг первого места в британском официальном хит-параде UK Singles Chart.

## Отзывы
Грифф из Knights of the Turntable высказал мнение, что песня представляет собой «неотразимую, пропитанную душой композицию» с «проникновенными, медленными моментами, переходящими в ритмичные» рядом с «накачивающими, эйфорическими хаус-грувами». Дуэт привносит «чистое чувство радости на протяжении всей песни».
В мае 2022 года на BBC Radio 1 песня была выбрана «Самой горячей записью» («Hottest Record»).

## Коммерческий успех
Сингл дебютировал в мае 2022 года. В UK Singles Chart песня достигла 13-го места, поднявшись сразу на 56 позиций с 69-го на второй неделе в чарте в выпуске от 10 июня 2022 года. Сингл набирал популярность и в июле «Afraid to Feel» достиг первого места британском официальном хит-параде UK Singles Chart, сместив с вершины хит Кейт Буш «Running Up That Hill», находившийся там три недели. Сингл получил серебряный сертификат British Phonographic Industry.

## Чарты
| Чарт (2022)                                 | Высшая позиция |
| ------------------------------------------- | -------------- |
| Австралия (ARIA)                            | 49             |
| Мир (Global 200 Billboard)                  | 102            |
| Ирландия (IRMA)                             | 2              |
| Нидерланды (Dutch Top 40)                   | 7              |
| Нидерланды (Single Top 100)                 | 4              |
| Новая Зеландия (RMNZ)                       | 23             |
| Великобритания (OCC UK Singles)             | 1              |
| Великобритания (OCC UK Dance)               | 1              |
| США (Hot Dance/Electronic Songs, Billboard) | 39             |

## Сертификации
| Регион                                                                      | Сертификация | Продажи |
| --------------------------------------------------------------------------- | ------------ | ------- |
| Великобритания (BPI)                                                        | Золотой      | 400 000 |
| Данные о продажах + прослушиваниях приведены только на основе сертификации. |              |         |